# Acantholimon edmondsonii
Acantholimon edmondsonii är en triftväxtart som beskrevs av Karl Heinz Rechinger och Schiman-czeika. Acantholimon edmondsonii ingår i släktet Acantholimon och familjen triftväxter. Inga underarter finns listade i Catalogue of Life.